# 石抹按只
石抹 按只（せきまつ アルチ、生没年不詳）は、モンゴル帝国に仕えた契丹人の一人。モンケ・カアンの時代からクビライ・カアンの治世にかけて、四川方面の侵攻に活躍したことで知られる。

## 概要
アルチ（按只）は代々太原に居住してきた契丹人の一族で、父の石抹大家奴の時代に漢軍500を率いてチンギス・カンに降っている。1258年（戊午）よりアルチは父の地位を継承して軍を率い、四川方面軍の最高司令官ネウリンに従って成都攻めに加わった。この頃、南宋の兵は霊泉に集結しており、彼は手勢を率いてこれを襲撃し、その将の韓都統を打ち取る功績を挙げた。また都元帥の按敦に従って瀘州を攻め、アルチは70艘の戦艦を率いて馬湖江に至った。南宋軍はこれを知ると500艘の軍船でアルチの進軍を阻もうとしたが、アルチはこれを撃退した。南宋軍は橋を落としてモンゴル軍の侵攻を阻んだが、アルチは浮橋を作って進軍を続け、馬湖江から合江・涪江・清江に至る20箇所に建設された浮橋は四川地方の平定に大きく貢献したと伝えられている。地方の平定に大きく貢献したと伝えられている。
1247年（己未）、南宋は巨艦に数万の兵を載せて清江に駐屯し、アルチの設置した浮橋とは70日余りの距離に迫った。この頃、洪水が起こって浮橋は壊れてしまい、西岸側の兵は流され、アルチのいた東岸側の兵は舟を集めて岸に逃れたものの、多くの者が死を免れなかった。先鋒の奔察コルチはこれをモンケ・カアンに報告したが、モンケは使者を派遣してアルチを慰労し厚く下賜した。また、叙州守将が長江を封鎖しモンゴル軍の行動が制限されると、アルチは牛皮を集めて渾脱および皮船を作り、これに乗って南宋軍を破り長江の通行権を奪還した。
1260年（中統元年）にモンケが死去した後、その弟のクビライが内戦を経て即位すると、彼は河中府船橋水手軍総管に任じられた。1267年（至元4年）、アルチは四川方面軍の最高司令官イェスデルが瀘州を攻めた際には、彼は水軍を率いて南宋の将の陳都統・張総制らと馬湖江で戦い、自ら手傷を追いながらも勝利を収めた。1269年（至元6年）1月、イェスデルは兵を率いて瀘州に赴くと、アルチは船団を率いて攻城兵器・食料を水路から運んだ。南宋兵は再び馬湖江でアルチ軍を襲撃したが、彼はこれを撃退して40人の捕虜と戦船5艘を戦利品として獲得した。以後も彼は1千の水軍によって糧食を眉州・簡州に運び、四川方面軍は皆の船団を頼りにしたという。1272年（至元9年）にはガインドゥ/建都（現在の西昌市）の叛乱が起こり、アウルクチ率いる軍団が平定のため派遣されたが、ガインドゥはなかなか降らなかった。そこで彼は先陣を切って敵城に攻め上り奮戦したため、遂にガインドゥは投降した。しかし、その帰路に彼は病にかかってしまい、道半ばで病没した。死後は息子の石抹不老が地位を継承している。

## モンゴル帝国の四川駐屯軍
- 成都等路万戸府(成都路)…耶律禿満答児・汪嗣昌一族・劉恩一族
- 嘉定万戸府(嘉定府路)…テムル・ブカ一族
- 保寧万戸府(広元路)…石抹不老一族・汪惟簡一族
- 順慶等処万戸府(順慶路)…不明
- 重慶五路守鎮万戸府(重慶路)…郝和尚バアトル一族
- 夔州路万戸府(夔州路)…石抹狗狗一族
- 叙州万戸府(叙州路)…不明